# Гадзовиці
Гадзовиці (пол. Gadzowice, нім. Schmeisdorf) — село в Польщі, у гміні Глубчиці Глубчицького повіту Опольського воєводства.
Населення — 243 особи (2011).

## Демографія
Демографічна структура станом на 31 березня 2011 року:
|          | Загалом | Допрацездатний вік | Працездатний вік | Постпрацездатний вік |
| -------- | ------- | ------------------ | ---------------- | -------------------- |
| Чоловіки | 134     | 31                 | 91               | 12                   |
| Жінки    | 109     | 18                 | 64               | 27                   |
| Разом    | 243     | 49                 | 155              | 39                   |